# Genaro de Quesada y Mathews
Genaro de Quesada y Mathews (o Matheus) (Santander, 6 de febrero de 1818-Madrid, 19 de enero de 1889) fue un militar y político español, y primer marqués de Miravalles, grande de España.

## Vida
Era de familia militar. Su padre fue el general Vicente Genaro de Quesada, militar conservador, asesinado y mutilado durante un motín en las calles de Madrid sucedido bajo el reinado de Isabel II. La familia de Genaro estaba emparentada con la de los duques de Fernán Núñez, por lo que entró en el ejército con solo seis años, ocupando el puesto de corneta. Educado en una escuela para nobles alcanzó el grado de teniente en 1833, ocupando el cuerpo en el primer Regimiento de Infantería. Entre 1833 y 1836, intervino en la Primera Guerra Carlista. Tras el asesinato de su padre marchó a Francia para obtener un empleo de oficial de comercio, pero un año más tarde, en 1837 regresa al ejército inducido por su familia. Al mando de una compañía de guardias se distingue en la guerra Carlista, aunque sus ascensos van despacio. A pesar de todo continua en el ejército renunciando a participar en política como tantos militares hacían en ese momento.
En 1853 alcanza por fin el rango de general de división, al año siguiente apoya la revuelta de los generales Espartero, O'Donnell y Dulce que acaba con el triunfo de estos que se convierten en los nuevos líderes políticos del país. Durante el gobierno de O'Donnell y su campaña en Marruecos, este le entrega el mando de una división. Esta división tiene una parte destacada en la campaña especialmente durante la batalla de Wad-Ras, tras la cual es ascendido a teniente general y condecorado con la cruz de la Orden de Carlos III. Después de la campaña de Marruecos es nombrado director de la Guardia Civil, puesto que ocupa el 22 de junio de 1866 cuando se produce una rebelión militar en Madrid, cuando es herido al frente de las tropas leales contra los insurgentes.

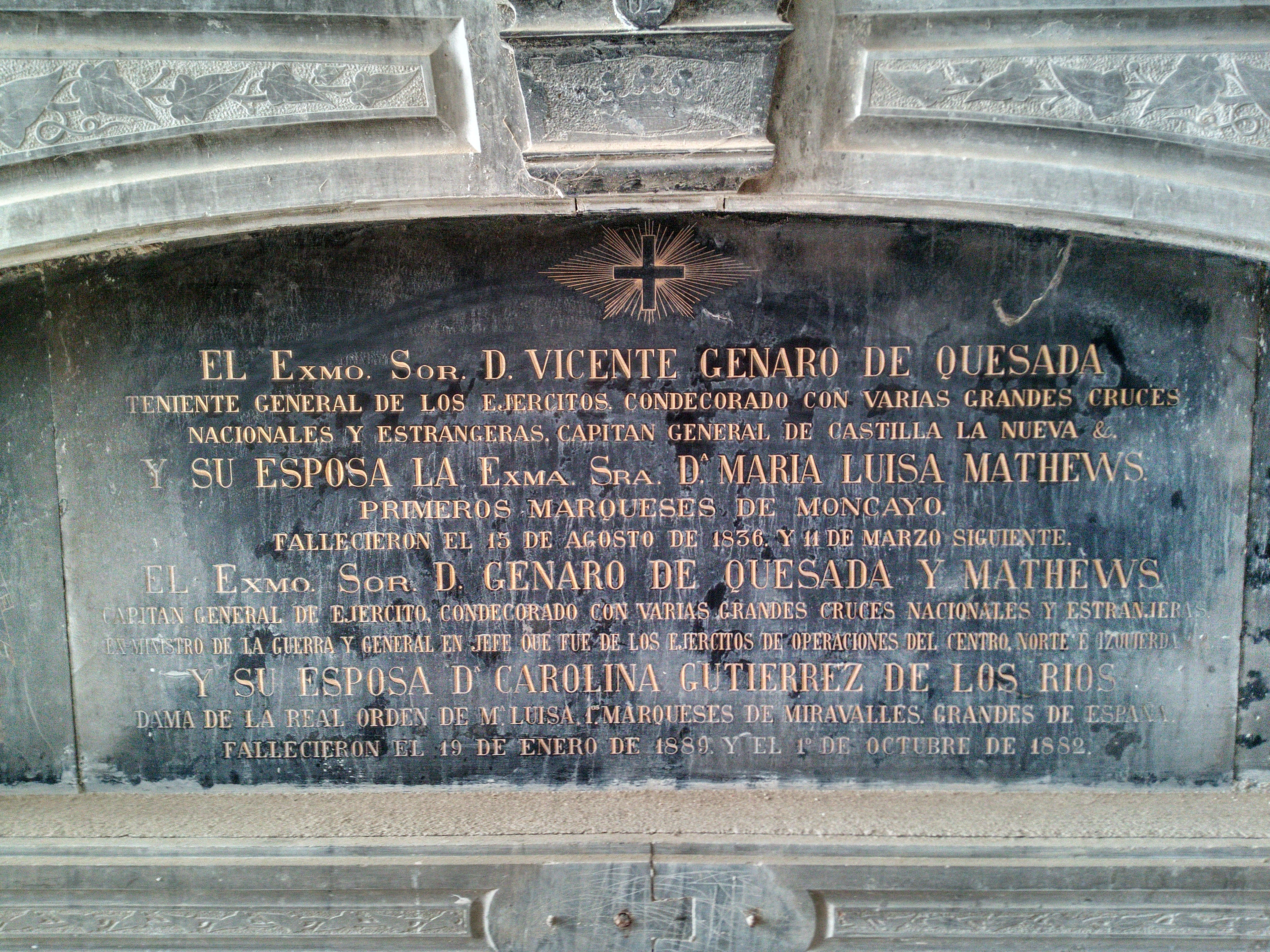
Lápida mortuoria de los generales Quesada, padre e hijo, y de sus cónyuges.

Durante la revolución de 1868 y sus distintos gobiernos posteriores no acepta ningún honor ni cargo, y solo aceptará ser director del estado mayor cuando es sabido que Alfonso XII será nombrado rey de España. Tras producirse la restauración el nuevo presidente del gobierno, Antonio Cánovas del Castillo le nombra primer general en jefe del ejército central de España y en febrero de 1875 fue nombrado general en jefe del ejército del norte. Con el apoyo del general O'Ryan, Quesada restauró la disciplina en el ejército que debía de enfrentarse a los carlistas. Durante los doce meses dirigió operaciones y acciones militares que obligaron a don Carlos a regresar a Francia. Tras el éxito de esta campaña se le concedió el título de marqués de Miravalles. Durante varios años estuvo destinado en el norte donde comenzaban a surgir movimientos secesionistas al margen del carlismo basados en los fueros. Senador por la provincia de Álava (1876) y por derecho propio (1877-1889).
Desempeñó el cargo de ministro de la Guerra entre el 18 de enero de 1884 y el 27 de noviembre de 1885.
Falleció en 1889 recibiendo en sus funerales todos los honores militares.

## Reconocimientos
- Gran Cruz de la Real Orden de Isabel la Católica (1854)[3]